# Hipoteza okresu krytycznego
Hipoteza okresu krytycznego (ang. critical period hypothesis) – hipoteza dotycząca przyswajania języka, sformułowana przez amerykańskiego językoznawcę i psychologa Erica Lenneberga (1921–1975), który jako pierwszy zauważył, że istnieje określony okres na przyswojenie języka. Lenneberg stwierdził, że jeśli nabycie języka nie nastąpi przed zakończeniem okresu dojrzewania, nigdy nie będzie możliwe jego przyswojenie w pełni funkcjonalnej formie. Do hipotezy Lenneberga nawiązuje amerykański językoznawca Noam Chomsky, który twierdzi, że przyswojenie języka możliwe jest dzięki czynnemu w okresie krytycznym mechanizmowi przyswajania języka (ang. language acquisition device lub LAD) zawierającemu zasady gramatyki uniwersalnej. Według Chomsky’ego zasady gramatyki uniwersalnej obecne są we wszystkich językach świata i ponieważ są wrodzone, dzieci nabywające język nie muszą się ich uczyć. Jednak po upływie okresu krytycznego, mechanizm ten ulega zanikowi i nabycie języka bez jego pomocy jest praktycznie niemożliwe.
Związek z hipotezą okresu krytycznego ma przypadek Genie znanej w literaturze jako jedno z wielu dzikich dzieci (ang. feral children), która przez 13 lat życia była ofiarą przemocy w rodzinie i od czasu narodzin była izolowana w ciasnym pokoju, odcięta od jakiejkolwiek formy komunikacji. Wynikiem tego był widoczny niedorozwój fizyczny, jak również zupełna niezdolność posługiwania się językiem.
Nadarzyła się zatem świetna okazja na zweryfikowanie teorii „zakazanego eksperymentu”, według której odpowiednie środowisko domowe jest w stanie pomóc w nadrobieniu braków językowych po dwunastym roku życia. Okazało się, że dziewczyna nie była w stanie nauczyć się całkowicie języka, jednakże specjaliści nie są zgodni co do stopnia przyswojenia mowy, jaki osiągnęła Genie.
Przeciwnicy hipotezy okresu krytycznego wskazują, że zarówno w tym przypadku, jak i w innych podobnych, dziecko rzadko dorasta w przyjaznym środowisku zbliżonym do warunków domowych i że niepowodzenie w przyswojeniu języka w późniejszym okresie może być skutkiem dorastania w nieodpowiednich warunkach, a nie konsekwencją braku kontaktu z językiem.
Bardziej aktualny pogląd dotyczący hipotezy okresu krytycznego przedstawia Robert DeKeyser, wykładowca na Uniwersytecie Maryland w College Park. DeKeyser argumentuje, że chociaż istnieje wiek krytyczny, nie oznacza to, że dorośli nie są w stanie opanować do perfekcji drugiego języka; mogą to zrobić przynajmniej w dziedzinie składni.
Chociaż paradoks ten nie znalazł jeszcze w pełni zadowalającego wyjaśnienia, przypuszcza się, że opanowanie języka obcego po upływie okresu krytycznego możliwe jest dzięki tzw. uśpionej strukturze języka (ang. latent language structure) zbudowanej w trakcie przyswajania języka pierwszego. Tak więc chociaż osoba ucząca się języka obcego nie może już liczyć na bezpośredni dostęp do zasad gramatyki uniwersalnej niezbędnych do przyswojenia języka pierwszego, pozostają jej jeszcze zasady zachowane dzięki przyswojeniu języka pierwszego. Dla celów nauki języka obcego zasady te używalne są jeszcze w formie, w jakiej zostały zapisane w języku pierwszym.